# Varestenvuori
Varestenvuori är en kulle i Finland.   Den ligger i den ekonomiska regionen  Åbo ekonomiska region  och landskapet Egentliga Finland, i den sydvästra delen av landet, 180 km väster om huvudstaden Helsingfors. Toppen på Varestenvuori är 17 meter över havet. Varestenvuori ligger på ön Livonsaari.
Terrängen runt Varestenvuori är mycket platt. Havet är nära Varestenvuori åt sydväst.  Närmaste större samhälle är Nådendal, 16,9 km öster om Varestenvuori. 